# Roberto Rossellini
Roberto Gastone Zeffiro Rossellini, född 8 maj 1906 i Rom, död 3 juni 1977 i Rom, var en italiensk filmregissör, filmproducent och filmmanusförfattare. Han var en av de viktigaste personerna bakom den italienska neorealismen med filmer som Rom – öppen stad.
Han var gift med Marcella De Marchis 1936–1950, Ingrid Bergman 1950–1957, och med Sonali Das Gupta från 1957 till sin död 1977. Rossellini är far till Marco Romano Rossellini (1937–1946), Renzo Rossellini (född 1941), Roberto Ingmar Rossellini (född 1950), Isabella Rossellini och hennes tvillingsyster Isotta Rossellini, (födda 1952), adoptivsonen Gil Rossellini Dasgupta (1956–2008) och Raffaella Rossellini (född 1958).

## Biografi

### Uppväxt
Roberto Rossellini föddes i en välbärgad familj i Rom, Italien. Robertos far lät bygga den första biografen i Rom (egentligen en teater där film bara visades ibland), vilket gjorde att den unge Roberto hade gratis inträde till alla visningar, som han utnyttjade och därför snart blev intresserad av film. När hans far avled arbetade han som filmljudmakare, och en tid prövade han på nästan alla yrken som ingick i när en film blev till. Roberto hade en bror, Renzo, som senare skulle spela in ljudet till många av hans filmer.
Den 26 september 1936 gifte sig Roberto Rossellini med Marcella De Marchis, en kläddesigner. Detta var efter en kort kärleksaffär med Assia Noris, en rysk skådespelerska som spelade i italienska filmer. Marcella och Roberto fick två söner: Marco Romano (f. 3 juli 1937, d. 1946) och Renzo (f. 24 augusti 1941).
1937 gjorde han sin första dokumentär, Prélude à l'après-midi d'un faune. Efter detta första försök fick han erbjudande att assistera regissören Goffredo Alessandrini i dennes Luciano Serra pilota, en av de framgångsrikaste italienska filmerna från första halvan av 1900-talet. 1940 fick han assistera Francesco De Robertis på hans Uomini sul Fondo.
Roberto var nära vän till Vittorio Mussolini, son till Benito Mussolini och huvudansvarig för den italienska filmen, vilket dels gav honom en bra språngbräda in i filmbranschen, men också senare kritik för att han skulle ha haft sympatier med fascisterna (vilket de flesta historiker avfärdar idag).

### Tidig karriär
Några som har skrivit om Rossellinis liv har beskrivit hans karriär som en sekvens av trilogier.
Hans första spelfilm (och långfilm), La nave bianca (1942) sponsrades av flottans propagandacenter och är hans första verk i den så kallade fascisttrilogi, tillsammans med Un pilota ritorna (1942) och Uomo dalla Croce (1943). Vid den här tiden lärde han känna och började samarbeta med Federico Fellini och Aldo Fabrizi.
Under slutet av andra världskriget höll Rossellini redan på att förbereda arbetet med Rom – öppen stad (Roma città aperta, 1945) (med Fellini assisterande på manuset och med Fabrizi i rollen som prästen), som han producerade själv (mest med hjälp av lån och krediter). I början fick filmen ett svalt mottagande i Italien, men när den höjdes till skyarna som ett mästerverk av kritiker och publik i utlandet, bl.a. på Cannesfestivalen, fick även italienarna upp ögonen för filmen. Roberto hade nu påbörjat sin neorealismtrilogi, i vilken den andra filmen Befriande eld (Paisà, 1946), spelades in med amatörskådespelare, och den tredje, Tyskland anno noll (Germania anno zero, 1948), sponsrades av en fransk producent och spelades in i Berlins franska zon. Även i Berlin ville Roberto ha amatörskådespelare, men han hittade ingen han tyckte verkade vara intressant; han ställde en påsatt kamera mitt på ett torg, som han gjorde i Befriande eld, men blev överraskad av att ingen kom dit för att titta.
Som han förklarade i en intervju, för att skapa den karaktär man vill ha, är det viktigt för regissören att ta strid med skådespelaren, men vanligast brukar det sluta med att skådespelaren får som han vill. Eftersom jag inte har lust att slösa tid på sånt, använder jag bara professionella skådespelare enstaka gånger. En av orsakerna till filmernas framgångar har antagits vara att Roberto skrev om manuset så det skulle passa bättre ihop med amatörskådespelarnas känslor och historier. Lokala dialekter och kläder visades i filmen som de var i verkligheten.

### Övergång och senare karriär

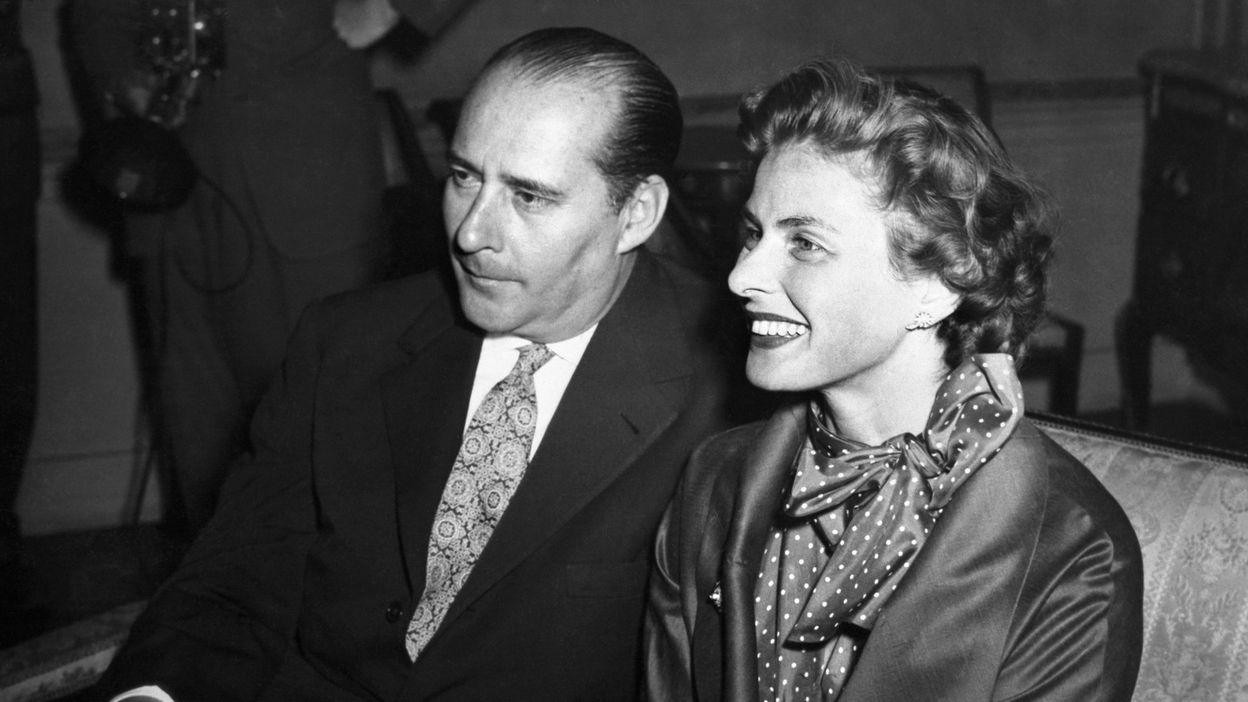
Roberto Rossellini och Ingrid Bergman 1951.

Efter sin neorealismtrilogi, producerade Rossellini nu två filmer som beskrivits som "övergångsfilmer": L'Amore (1948, med Anna Magnani) och La macchina ammazzacattivi (1952), med filmens kapacitet att porträttera verklighet och sanning (vilket går tillbaka till Commedia dell'arte).
1948 fick Roberto ett brev från en känd utländsk skådespelerska, som föreslog ett samarbete:
| ”                 | Bäste Mr. Rossellini, Jag har sett Era filmer Rom – öppen stad och Befriande eld och uppskattade dem väldigt mycket. Om Ni behöver en svensk skådespelerska som talar flytande engelska, som inte har glömt sin tyska, som inte är särskilt bra på franska och som på italienska bara känner till "ti amo", är jag beredd att komma och spela in en film med Er. | „ |
| – Ingrid Bergman, | |   |

Med detta kända brev inleds en av de mest populära kärlekshistorierna i filmhistorien, med Ingrid Bergman och Roberto Rossellini båda på höjden av sina karriärer. De började samarbeta redan följande år med Stromboli (Stromboli terra di Dio, 1950) (den spelades in på ön Stromboli, vars vulkan fick ett utbrott när de var där) och, 1952, Den stora kärleken (Europa '51). 1954 avslutades "Ingridtrilogin" med Resa till Italien (Viaggio in Italia).
Deras kärleksaffär orsakade stor skandal i några länder (båda två var gifta med andra); skandalen utökades när de fick barn: tvillingarna Isabella och Ingrid Isotta samt sonen Roberto Ingmar.
Förutom hans filmskapande var Rossellini också en passionerad bilförare. Under sin tid med Ingrid Bergman besökte han Sverige ett antal gånger och tävlade med en Ferrari 250 MM. Dels körde han Skarpnäcksloppet i Stockholm 1953 och på Kanonloppet i Karlskoga 1954. Detta skapade naturligtvis stor uppmärksamhet i Sverige på den tiden.
1957 bjöds han till Indien av premiärministern Jawaharlal Nehru för att göra en dokumentärfilm om landet och ge lite nytt blod till den nedåtgående indiska filmindustrin. Trots sitt äktenskap med Ingrid Bergman påbörjade han en affär med Sonali Das Gupta, en manusförfattare, som hjälpte till att utveckla vinjetter till filmen.
I det pryda 1950-talet ledde detta till stor skandal i både Hollywood och Indien. Nehru tvingades skicka hem Roberto. Han gifte sig med Sonali 1957 och adopterade hennes son, Gil Rossellini (f. 23 oktober 1956). Senare fick de en dotter, Raffaella Rossellini (f. 1958).
1971 bjöds Roberto in av Rice University i Houston, Texas, för att hjälpa till att etablera ett mediacenter.

### Död
Roberto Rossellini avled av en hjärtattack 1977 hemma i Rom, 71 år gammal.

## Filmografi
- 1937 – Dafne
- 1937 – Prélude à l'aprés-midi d'un faune
- 1937 – La Fossa degli angeli
- 1938 – Luciano Serra pilota
- 1939 – La Vispa Teresa
- 1939 – Il Tacchino prepotente
- 1940 – Fantasia sottomarina
- 1941 – Il Ruscello di Ripasottile
- 1942 – Un Pilota ritorna
- 1942 – La nave bianca
- 1943 – L'Uomo dalla Croce
- 1945 – Rom – öppen stad (Roma, città aperta)
- 1946 – Desiderio
- 1946 – Befriande eld (Paisà)
- 1948 – L'Amore (del: "Il Miracolo")
- 1948 – Tyskland anno noll (Germania anno zero)
- 1949 – L'Invasore
- 1950 – Stromboli (Stromboli terra di Dio)
- 1950 – Francesco, giullare di Dio
- 1952 – Medico condotto
- 1952 – Les Sept péchés capitaux (del: "Envie, L'Envy")
- 1952 – La macchina ammazzacattivi
- 1952 – Den stora kärleken (Europa '51)
- 1953 – Siamo donne (del: "The Chicken")
- 1954 – Amori di mezzo secolo (del: "Napoli 1943")
- 1954 – Dov'é la libertà...?
- 1954 – Resa till Italien (Viaggio in Italia)
- 1954 – La paura
- 1954 – Giovanna d'Arco al rogo
- 1959 – India: Matri Bhumi
- 1959 – Generalen (Il generale Della Rovere)
- 1960 – Era Notte a Roma
- 1961 – Viva l'Italia!
- 1961 – Vanina Vanini
- 1961 – Uno sguardo dal ponte
- 1962 – Anima nera
- 1962 – Benito Mussolini
- 1963 – Ro.Go.Pg.G (del: "Illibatezza")
- 1963 – Les Carabiniers
- 1970 – Da Gerusalemme a Damasco
- 1971 – Rice University
- 1971 – Intervista a Salvador Allende: La forza e la ragione
- 1972 – Agostino d'Ippona
- 1974 – Concerto per Michelangelo
- 1974 – The World Population
- 1974 – Anno uno
- 1976 – Il messia
- 1977 – Beaubourg, centre d'art et de culture Georges Pompidou